# North Wembley (stanice metra v Londýně)
North Wembley je stanice metra v Londýně, otevřená 15. června 1912. Autobusové spojení zajišťuje linka 245. Stanice se nachází v přepravní zóně 4 a leží na lince:
- Bakerloo Line mezi stanicemi Wembley Central a South Kenton.
- Overground

| Rok  | Počet cestujících |
| ---- | ----------------- |
| 2011 | 1,57 mil          |
| 2012 | 1,64 mil          |
| 2013 | 1,65 mil          |
| 2014 | 1,66 mil          |